# Cádiz Club de Fútbol Mirandilla
El Cádiz Club de Fútbol Mirandilla es un club de fútbol de la comunidad autónoma de Andalucía (España) con sede en Cádiz. Fundado en 1973, es el filial del Cádiz Club de Fútbol y actualmente juega en la Tercera RFEF. Juega como local en el Campo Ramón Blanco de la Ciudad Deportiva Bahía de Cádiz, con una capacidad de 2500 espectadores.
Como filial, ha de jugar en categorías inferiores a la del primer equipo y no le está permitido participar en la Copa del Rey.

## Datos del club
- Temporadas en Segunda división B : 2.
- Temporadas en 2 RFEF: 4
- Temporadas en Tercera División de España : 26.
- Temporadas en División de Honor Andaluza : 7.

## Palmarés
- Campeón de Tercera división (3): 1990/91, 2017/18, 2018/19
- Campeón de División de Honor de Andalucía (1): 2016/17